# Stigen
Stigen è un'area urbana della Svezia situata nel comune di Färgelanda, contea di Västra Götaland.
La popolazione rilevata nel censimento 2010 era di 428 abitanti .